# 夢やぶれて
「夢やぶれて」（ゆめやぶれて、I Dreamed a Dream）は、ミュージカル『レ・ミゼラブル』の劇中曲。コゼットの母親ファンティーヌが歌う。作曲はクロード=ミシェル・シェーンベルク。作詞はアラン・ブーブリル、英訳詞はハーバート・クレッツマー。
フランス語では1980年に発売されたコンセプトアルバム中で「J'avais rêvé d'une autre vie」（私は違う人生を夢見た）のタイトルでローズ・ ローレンにより歌われた。英語では1985年にパティ・ルポーンにより初演された。

## スーザン・ボイルによるカバー
2009年に英ITVで放送された公開オーディション番組『ブリテンズ・ゴット・タレント』第3シリーズ初回にスーザン・ボイルがオーディションの際に歌唱。エレイン・ペイジはボイルとのデュエットすることに関心を表明していた。放送後YouTubeで1億回以上の視聴回数を記録。世界中の注目を集めていた。その後ボイルは決勝で再び歌い、視聴者投票の結果ダイバーシティに敗れ準優勝に終わる。
放送後同名のアルバムが発売され、全英・全米チャートで1位を獲得した。

### チャート
| チャート（2009）                | 最高順位 |
| ------------------------------- | -------- |
| オーストラリア (ARIA)           | 66       |
| ベルギー (Ultratop 50 Flanders) | 1        |
| ベルギー (Ultratop 50 Wallonia) | 27       |
| カナダ (Canadian Hot 100)       | 65       |
| フランス (SNEP) Download Chart  | 37       |
| アイルランド (IRMA)             | 20       |
| スペイン (PROMUSICAE)           | 49       |
| スイス (Schweizer Hitparade)    | 37       |
| UK シングルス (OCC)             | 37       |
| US Billboard Hot 100            | 62       |

## その他カバーした歌手
- アレサ・フランクリン - アルバム『What You See Is What You Sweat』収録
- 岩崎宏美 - 『第38回NHK紅白歌合戦』歌唱曲（訳詞：岩谷時子）
- 海上自衛隊東京音楽隊／三宅由佳莉 - アルバム『祈り〜未来への歌声』及びベストアルバム『THE BEST ～DEEP BLUE SPIRITS～』収録
- 華原朋美 - シングル「夢やぶれて -I DREAMED A DREAM-」リリース（訳詞：岩谷時子）
- 高橋由美子 -『Complete Single Collection "The STEPS" 20th Anniversary Special Edition』収録
- キャサリン・ジェンキンス - アルバム『デイドリーム』収録（フランス語ヴァージョン）
- ケルティック・ウーマン（リサ・ケリー、クロエ・アグニュー）
- サラ・オレイン - アルバム『SARAH』収録
- GILLE - アルバム『I AM GILLE. 2』収録
- 新妻聖子 - アルバム『SEIKO』収録
- ニール・ダイアモンド - アルバム『Hot August Night II』収録
- 平原綾香 - アルバム『What I am』収録
- ヘイリー・ウェステンラ - アルバム『Hayley Westenra』収録
- マイケル・ボール（Michael Ball） - アルバム『I Dreamed a Dream』収録
- May J. - アルバム『Summer Ballad Covers』収録
- ラシー・ヘンズホール（Ruthie Henshall） - アルバム『The Ruthie Henshall Album』収録
- ラミン・カリムルー - アルバム『ラミン』収録
- リア・ミシェル、イディナ・メンゼル（Glee Cast） - アルバム『グリー 踊る♪合唱部!?<シーズン1>Volume 3 ショウストッパーズ』収録
- レア・サロンガ - アルバム『The Story of My Life: Lea Salonga Live from Manila』収録

など

## その他
- 映画版予告編のBGMとして用いられている（予告編の公開は2012年5月[14][15]）。